# Paracataclysta
Paracataclysta là một chi bướm đêm thuộc họ Crambidae.